# Meristacarus sundensis
Meristacarus sundensis är en kvalsterart som beskrevs av Hammer 1979. Meristacarus sundensis ingår i släktet Meristacarus och familjen Lohmanniidae. Inga underarter finns listade i Catalogue of Life.